# Matrimonio a prima vista Italia (tredicesima edizione)
La tredicesima edizione del reality show Matrimonio a prima vista Italia è andata in onda in prima serata su Real Time dal 25 settembre al 13 novembre 2024, per nove puntate.
Il programma è condotto con la presenza di tre esperti: Mario Abis (come sociologo) e Nada Loffredi (come sessuologa e psicoterapeuta) - per la tredicesima volta consecutiva, e di Andrea Favaretto (come life coach), per la settima volta.
L'edizione viene resa, inoltre, disponibile in anteprima, con cadenza di un episodio a settimana (ad eccezione dei primi due - pubblicati contemporaneamente), sulla piattaforma digitale Discovery+, a partire dal 18 settembre 2024.

## I partecipanti
| Coppia | Coppia                | Età | Professione                                  | Città            | Decisione Finale | Stato dopo alcuni mesi | Stato attuale | Note  |
| n°     | Sposi                 | Età | Professione                                  | Città            | Decisione Finale | Stato dopo alcuni mesi | Stato attuale | Note  |
| ------ | --------------------- | --- | -------------------------------------------- | ---------------- | ---------------- | ---------------------- | ------------- | ----- |
| 1      | Chiara Maderna        | 38  | Insegnante                                   | Novara           | Sposati          | Divorziati             | Divorziati    |       |
| 1      | Pietro De Luca        | 38  | Disoccupato (ex store manager di un negozio) | Milano           | Sposati          | Divorziati             | Divorziati    |       |
| 2      | Valentina Pangallozzi | 29  | Commessa                                     | Fiano Romano     | Sposati          | Sposati                | Divorziati    | [ 2 ] |
| 2      | Erik Ilardo           | 32  | Impiegato                                    | Pescara          | Sposati          | Sposati                | Divorziati    | [ 2 ] |
| 3      | Asia Marchesi         | 28  | Impiegata logistica                          | Torre de Roveri  | Sposati          | Sposati                | Sposati       |       |
| 3      | Anthony Giavarini     | 30  | Camionista                                   | Cologno al Serio | Sposati          | Sposati                | Sposati       |       |

## Ascolti
| Episodi | Nome episodio                                               | Messa in onda     | Telespettatori | Share |
| ------- | ----------------------------------------------------------- | ----------------- | -------------- | ----- |
| 1       | La formazione delle coppie e il primo matrimonio            | 18 settembre 2024 | 558 000        | 3,10% |
| 2       | Il secondo matrimonio e il primo viaggio di nozze           | 18 settembre 2024 | 455 000        | 4,40% |
| 3       | Il terzo matrimonio e ultime partenze per i viaggi di nozze | 2 ottobre 2024    | 582 000        | 3,20% |
| 4       | Dalla luna di miele alla convivenza                         | 9 ottobre 2024    | 558 000        | 3,00% |
| 5       | La convivenza                                               | 16 ottobre 2024   | 537 000        | 2,90% |
| 6       | La reunion                                                  | 23 ottobre 2024   | 602 000        | 3,20% |
| 7       | A un passo dalla scelta                                     | 30 ottobre 2024   | 613 000        | 3,30% |
| 8       | La scelta finale                                            | 6 novembre 2024   | 578 000        | 3,00% |
| 9       | E poi…                                                      | 13 novembre 2024  | 665 000        | 3,40% |
| Media   | Media                                                       | Media             | 572 000        | 3,28% |